# Mario Pokar
Mario Pokar (ur. 18 stycznia 1990 w Usingen) – niemiecki piłkarz, występujący na pozycji ofensywnego pomocnika w luksemburskim klubie Racing Luksemburg. 

## Sukcesy

### Klubowe
F91 Dudelange
- Mistrzostwo Luksemburga: 2016/2017, 2017/2018, 2018/2019
- Zdobywca Pucharu Luksemburga: 2016/2017, 2018/2019

Racing Luksemburg
- Zdobywca Pucharu Luksemburga: 2021/2022